# Notum
El notum o noto se refiere a un área anatómica en dos grupos diferentes de animales invertebrados. Noto se refiere a estructuras dorsales de un animal, pero no de la superficie ventral o lateral del animal.
Notum se usa en la entomología y en malacología, el estudio de los moluscos. En malacología la palabra se utiliza para describir la parte posterior del cuerpo del grupo taxonómico de  gasterópodos marinos que carecen de  concha denominados nudibranquios.

## En los insectos
En entomología, el noto es la parte dorsal de cada segmento torácico de un insecto. Normalmente, cada noto es un único gran esclerito, pero a menudo se divide en la alinotum que lleva las alas y postnotum que lleva el phragma. El phragma o endotergito, es una invaginación transversal del esclerito intersegmental, y su función principal es proporcionar una base de refuerzo de unión para los músculos longitudinales dorsales. En consecuencia phragmata tienden a ser mejor desarrollada en especies de insectos voladores activamente.
Noto se refiere a estructuras dorsales del tórax de un animal, pero no de la superficie ventral (esternón), o lateral del animal (pleura). El noto del primer segmento torácico se llama pronoto, el del segundo, mesonoto, y el del tercero, metanoto.
En la mayoría de los insectos alados, la estructura de cada noto sucesivo es bastante variable; en Neoptera, los principales músculos de vuelo se insertan en el noto, por lo que el segmento que lleva el par de alas principales es típicamente el que tiene el noto más desarrollado. Por ejemplo, en Diptera, Hymenoptera y Lepidoptera el mesonoto es el esclerito más hipertrofiado, y se conoce comúnmente como el scutum. Sin embargo, hay otros grupos de insectos en los que, por razones distintas de vuelo, el pronoto es hipertrofiado, como en todos los escarabajos (Coleoptera) y la mayoría de membrácidos (familia Membracidae, orden Hemiptera).

## En gasterópodos nudibranquios
Los nudibranquios son un gran grupo de babosas de mar, moluscos gasterópodos marinos sin concha. La superficie dorsal del cuerpo de nudibranquios se conoce como el notum.